# کاژیمیش کوراتوفسکی
کاژیمیش کوراتوفسکی (لهستانی: Kazimierz Kuratowski؛ تلفظ لهستانی: [kaˈʑimjɛʂ kuɾaˈtɔfskʲi] زاده ۲ فوریه ۱۸۹۶ – درگذشته ۱۸ ژوئن ۱۹۸۰) ریاضیدان و منطق دان لهستانی بود. او یکی از نمایندگان شاخص مکتب ریاضی ورشو بود.

## بیوگرافی و مطالعات
کاژیمیش کوراتوفسکی در ورشو، ویستولا لند (بخشی از پادشاهی لهستان سابق تحت کنترل امپراتوری روسیه) در ۲ فوریه سال ۱۸۹۶ متولد شد. او پسر مارک کوراتوف، یک وکیل مدافع، و روزا کارزفسکا بود. او تحصیلات متوسطه را در مدرسه ای در ورشو کامل کرد که به اسم ژنرال پاول چرزانوفسکی نامگذاری شده بود. در سال ۱۹۱۳ او در یک دوره مهندسی در دانشگاه گلاسکو در اسکاتلند ثبت نام کرد، بخشی به این دلیل که مایل نبود به زبان روسی تحصیل کند؛ آموزش به زبان لهستانی ممنوع شده بود. او تنها یک سال از تحصیلاتش را کامل کرد، زمانی که وقوع جنگ جهانی اول مانع هر گونه ثبت نام بیشتری شد. در سال ۱۹۱۵، نیروهای روس از ورشو خارج شدند و دانشگاه ورشو با آموزش به زبانی لهستانی بازگشایی شد. کوراتوفسکی مجدداً تحصیلات دانشگاهی خود را در همان سال در آنجا آغاز نمود، اما اینبار در ریاضیات. او دکترای خود را در سال ۱۹۲۱، در لهستان به تازگی مستقل شده آغاز نمود.

### پایان‌نامه دکترا
در پاییز سال ۱۹۲۱ کوراتوفسکی درجه دکتری خود را بخاطر کار پیشگامانه اش به دست آورد. ادعای پایان‌نامه‌اش شامل دو بخش بود. یکی اختصاص داده شده بود به ساخت اصل موضوعه ای یک توپولوژی از طریق اصول بستار. بخش اول (که با کمی تغییر در سال ۱۹۲۲ بازنشر یافت) در صدها مقاله علمی ذکر شده‌است.
بخش دوم پایان‌نامه کوراتوفسکی اختصاص داده شده بود به پیوستار تقلیل ناپذیر بین دو نقطه. این، موضوع یک پایان‌نامه دکترای فرانسوی از زیگمونت ژانیزوسکی بود. پس از فوت ژانیزوسکی، واکلاو سرپینسکی استاد راهنمای کوراتوفسکی شد. پایان‌نامه کوراتوفسکی برخی مسائل از مجموعه‌ها را که توسط ریاضیدانی بلژیکی به نام چارلز ژان اتین گوستاو نیکولاس بارون د لا والی پوسین مطرح شده بود، حل نمود.

## میراث
کاژیمیش کوراتوفسکی یکی از ریاضیدانان لهستانی معروف یود که در کافه اسکاتلندی لِووف تردد می‌کرد بود. او رئیس انجمن ریاضی لهستان (PTM) و عضوی از جامعه علمی ورشو (TNW) بود. همچنین، او سردبیرِ «Fundamenta Mathematicae»، یک سری از نشریات «سالنامه انجمن ریاضی لهستانی» بود. بعلاوه، کوراتوفسکی به عنوان ویراستار در بولتن آکادمی علوم لهستان فعالیت می‌کرد. او همچنین یکی از نویسندگان مقالات ریاضی ای بود که در راستای همکاری با مؤسسه ریاضیاتِ آکادمی علوم لهستان (IMPAN) تولید می شد. جزوات و مقالات پژوهشی با کیفیتِ نمایندگان مکتب ریاضیات ورشو و لووف که به همه حوزه‌های ریاضیات محض و کاربردی می پرداخت، در این مجلدات چاپ می شدند.
کاژیمیش کوراتوفسکی عضوی فعال در بسیاری از مجامع علمی و آکادمی‌های علمی داخلی و خارجی، منجمله انجمن سلطنتی ادینبور، اتریش، آلمان، مجارستان، ایتالیا، و اتحادیه جماهیر سوسیالیستی شوروی سابق (USSR) بود.

## تحقیقات
پژوهشهای کوراتوفسکی عمدتاً متمرکز بر ساختارهای مجرد توپولوژیک و متریک بود. او اصول بستار (که در محافل ریاضی به عنوان اصول بستار کوراتوفسکی معروف اند) را ایجاد نمود. اینها برای توسعه تئوری فضاهای توپولوژیک و نظریه پیوستار تقلیل ناپذیر بین دو نقطه، اساسی بودند. با ارزش‌ترین نتایج که به دست آمده توسط کاژیمیژ کوراتوفسی پس از جنگ، آنهایی بودند که به ارتباط بین توپولوژی و توابع تحلیلی (تئوری) می پرداختند؛ همچنین پژوهش در زمینه برشِ فضاهای اقلیدسی. به همراه اولام که با استعدادترین دانشجوی کوراتوفسکی در طول دوره لووف بود، او مفهوم شبه همسانریختی را معرفی نمود که منجر با ایجاد زمینه ای جدید در مطالعات توپولوژیکی شد. پژوهش‌های کوراتوفسکی در زمینه نظریه اندازه، منجمله پژوهش با باناخ و تارسکی توسط بسیاری از دانشجویان ادامه یافت. به علاوه، وی به همراه با آلفرد تارسکی و واکلاو سرپینسکی، بیشتر تئوری مرتبط با فضاهای لهستانی را فراهم نمود (که در واقع، بعد از این ریاضیدانان و میراثشان اینگونه نام گرفت). کِنَستِر و کوراتوفسکی مطالعاتی جامع و دقیق در ارتباط با نظریه اجزای پیوسته فراهم نمودند. آن دستاوردها، در موضوعاتی مانند صفحه برشی به کار گرفته شد، با مثالهایی متناقض نما از اجزای پیوسته.
کوراتوفسکی لم کوراتوفسکی-زورن را (که اغلب فقط لم زورن خوانده می‌شود) در سال ۱۹۲۲ اثبات نمود. این نتیجه ارتباطات مهمی با بسیاری از قضایای اساسی دارد. زورن در سال ۱۹۳۵ کاربردهای آن را ارائه داد. کوراتوفسکی مفاهیم بسیاری را در نظریه مجموعه‌ها و توپولوژی ارائه داد. در بسیاری از موارد، کوراتوفسکی اصطلاحات و و نمادهای نوینی رائه نمود.
مشارکت او در ریاضیات شامل موارد زیر است:
- توصیفی از فضاهای توپولوژیکی، که اکنون به نام اصول بستار کوراتوفسکی شناخته می‌شوند؛
- اثبات لم کوراتوفسکی-زورن؛
- در نظریه گراف، توصیف گراف های مسطح که امروزه تحت عنوان قضیه کوراتوفسکی شناخته می‌شوند؛
- شناسایی زوج مرتب (x,y) با مجموعه {{x},{x,y}}؛[۴]
- تعریف مجموعه متناهی کوراتوفسکی، ببینید مجموعه متناهی را؛[۴]
- معرفی الگوریتم کوراتوفسکی-تارسکی؛
- مسئله بستار-کامل کوراتوفسکی؛
- قضیه مجموعه آزاد کوراتوفسکی؛
- همگرایی کوراتوفسکی زیرمجموعه‌های فضاهای متریک؛
- قضیه گزینش اندازه پذیر کوراتوفسکی و رایل-ناردزفسکی؛

آثار پس از جنگ کوراتوفسکی عمدتاً بر سه پایه استوار بودند:
- توسعه هموتوپی در توابع پیوسته.
- ساختن نظریه فضای متصل در ابعاد بالا.
- تصویر یکپارچه فضاهای اقلیدسی برشی توسط هر یک از زیر مجموعه هایش، مبتنی بر تبدیلات پیوسته آن مجموعه ها.

## یادداشت
1. ↑  (Kuratowski 1922).
2. ↑  Fundamenta Mathematicae 3: p.
3. ↑  Bulletin of the American Mathematical Society, 41: p.
4. 1 2  ([[#CITEREF|]]).